# Joe Mason
Joseph Mason, detto Joe (Plymouth, 13 maggio 1991), è un ex calciatore irlandese con cittadinanza britannica, di ruolo attaccante.

## Palmarès

### Club

#### Competizioni nazionali
- Campionato inglese di seconda divisione: 1

Cardiff City: 2012-2013